# Logan Cale
Pour les articles homonymes, voir Logan et Cale.
Logan est le personnage masculin principal de la série Dark Angel, interprété par Michael Weatherly.

## Personnage
Logan est né le 11 novembre 1988. C'est un journaliste, le vilain petit canard d'une famille aisée travaillant, en secret, comme journaliste télévisé indépendant et illégal, nommé Le Veilleur (Eyes Only en anglais). Il cherche à révéler la vérité; principalement sur les magouilles gouvernementales et piratant toutes les chaînes de télévision et en y annonçant des scandales ou en rectifiant des mensonges injustes. Il commence toujours ces messages par : « N'essayez pas de régler votre téléviseur. Ceci est votre cyberflash souffle de la liberté. Il durera 60 secondes exactement. On ne peut le localiser, on ne peut l'interrompre, et c'est la seule voix encore libre qui reste dans cette ville. » et finit par : « C'était votre cyberflash, Souffle de la liberté. » En effet, il est un expert en informatique et peut trafiquer ou pirater n'importe quoi ou mettre sur écoute n'importe qui. 
Il rencontrera Max lorsque celle-ci viendra chez lui pour voler une statuette de grande valeur. Impressionné par son talent et sa force, lui ayant permis de mettre KO son garde du corps, il tentera, après avoir compris son origine, de la retrouver pour lui proposer une aide mutuelle: elle l'aide à faire régner la justice et il l'aide à retrouver Zack et les siens.
À la suite d'une fusillade dirigée contre lui et ses protégés, il deviendra paraplégique. Bien qu'il soit aidé par Bling, il aura beaucoup de mal à accepter cette nouvelle réalité jusqu'à ce qu'un allié lui donne un appareil spécial (un exosquelette de l'armée des USA) pour marcher. Amoureux de Max, il ne pourra cependant plus la toucher à partir du moment où elle recevra un virus pouvant lui être mortel et passant proche de la mort à chacun de ces incidents. Il finira par devoir abandonner son appartement et détruire lui-même tous ses appareils afin de fuir des agents, dont Ames White, après en avoir trop révélé. Puis, lors de la prise d'otage chez Jam Pony, il mettra sa vie et sa réputation en danger pour aller aider Max et les êtres transgéniques dans leur combat contre les forces armées. Finalement, il sera le seul humain naturel avec Original Cindy et Sketchy à suivre Max jusqu'à Terminal City.